# Orquesta Sinfónica de la Universidad de Guanajuato
La Orquesta Sinfónica de la Universidad de Guanajuato (OSUG) ocupa un lugar privilegiado en el panorama musical de México como uno de los ensambles orquestales de mayor prestigio en el país y con una sólida proyección internacional.

## La Orquesta
Desde su fundación, importantes solistas y directores han participado en los programas de la orquesta, entre ellos Manuel de Elías, John DeMain, Enrique Diemecke, Moritz Eggert, Bernard Flavigny, Homero Francesch, Guido Maria Guida, Claude Helffer, Dimitri Hvorostovsky, Neeme Järvi, Cyprien Katsaris, Katia y Marielle Labéque, Christian Lindberg, Eduardo Mata, Gerhart Muench, Gunter Neuhold, Jorge Federico Osorio, Kurt Pahlen, Sanscha Rodzesvendski, Leif Segerstam, José Serebrier, el Trío Altenberg, Ramón Vargas y Pascal Verrot, son solo algunos de los muchos artistas de gran prestigio con los que la OSUG ha compartido el podio. Además de ofrecer más de 30 programas anuales en sus temporadas, la OSUG es la orquesta residente del Festival Internacional Cervantino, donde ha participado con programas de gran trascendencia artística como el estreno en México de la Sinfonía núm. 4 de Lutoslawski, el estreno en Guanajuato del Concierto para violín de Paul Hindemith y decenas de ejecuciones y estrenos de obras de compositores tales como Mario Lavista, Joaquín Gutiérrez Heras, Silvestre Revueltas y Juan Trigos. Gracias a su enorme repertorio, dinamismo y personalidad, la OSUG ha sido invitada a diversos festivales nacionales y ha realizado múltiples giras internacionales.
Durante las dos más recientes temporadas, las actividades del maestro Beltrán incluyeron exitosos debuts con orquestas en Holanda, Bélgica, Alemania, Rumania, Polonia, Malta y Francia, en la dirección de obras como La canción de la tierra y la Primera Sinfonía de Gustav Mahler, la suite El mandarín milagroso de Béla Bartók y las sinfonías n.º 4, 5, 9 y 10 de Dimitri Shostakovich, además de obras capitales del siglo XX como Eclat e Improvisations de Pierre Boulez y Et expecto resurrectionem mortuorum de Olivier Messiaen.
La OSUG es testimonio vivo de la larga tradición cultural del estado de Guanajuato y es la primera orquesta profesional permanente de una universidad mexicana. Su concierto inaugural ocurrió el 25 de abril de 1952 bajo la batuta del maestro José Rodríguez Frausto, quien estuvo al frente de ella por 34 años.
En 1986 asumió la dirección el maestro Mario Rodríguez Taboada y para 1992 la OSUG se fusionó con la Filarmónica del Bajío para crear un solo organismo, del cual asumió la titularidad Héctor Quintanar. Durante este periodo, la orquesta desarrolló un valioso proyecto de difusión de la música nacional con la grabación de seis discos compactos de la colección Compositores Mexicanos, integrada por 32 obras inéditas de 23 autores. En 1997 José Luis Castillo asumió el cargo de director titular y expandió notablemente el repertorio de la orquesta, recorriendo todas las etapas del vasto espectro musical con un acento particular en lo contemporáneo.
De 2005 a 2011 Enrique Batiz asumió el cargo de director invitado y asesor musical, con quien la OSUG realizó giras por China y Egipto. En 2012, año en que la OSUG cumplió 60 años de existencia, se designó como director titular al maestro Juan Trigos, quien continuó la idea de difusión de la música nacional impulsada en la OSUG por Héctor Quintanar. Entre 2012 y 2014 se efectuaron giras por México, EUA e Italia. En junio de 2015 Roberto Beltrán Zavala fue nombrado director titular de la OSUG. Con una sólida carrera internacional y una nutrida agenda de conciertos, el maestro Beltrán ha sido huésped en varias de las orquestas más prestigiadas de Europa y su trabajo ha sido unánimemente aclamado por la prensa europea especializada.

## Roberto Beltrán-Zavala
Considerado unánimemente por orquestas, público y prensa especializada como uno de los más interesantes directores de su generación, en los últimos años Roberto Beltrán-Zavala ha desarrollado una sólida reputación internacional como un artista del más alto nivel: Comunicador excepcional y músico altamente cualificado, Beltrán-Zavala construye relaciones fuertes e intensas con las orquestas con las que trabaja y es muy respetado por su entusiasta y devoto compromiso con las obras que dirige.
En sus últimas temporadas, las actividades del maestro Beltrán-Zavala incluyeron exitosos debuts con orquestas en Holanda, Bélgica, Italia, Alemania, Suiza, Francia, Rumanía, Polonia, Malta, Argentina y México, dirigiendo piedras angulares del repertorio tales como los ciclos integrales de las sinfonías de Dmitri Shostakovich y Gustav Mahler, así como obras capitales del siglo XX de compositores como Stravinsky, Varese, Boulez, Messiaen, Bartok y Ligetti.
Director principal de la emblemática Orquesta Sinfónica de la Universidad de Guanajuato (OSUG) desde 2015, Beltrán-Zavala es también el director artístico de la re:orchestra de Rotterdam, considerada por la prensa especializada como una de las mejores orquestas de cámara de Europa. También es director titular del AKOM Ensemble, un grupo contemporáneo con sede en los Países Bajos y ha sido recientemente nombrado director musical del prestigioso Festival Internacional Palermo Classica en Italia, a partir de su décima edición 2020.
Ha dirigido entre otras, a la Orquesta Filarmónica de la Ciudad de México, Orquesta del Siglo Dieciocho, Orquesta Sinfónica Nacional de México, Orquesta de Auvergne, Filarmónica de Silesia, Holland Symphonia, Orquesta de la Radio Nacional de Rumanía, Rotterdam Philharmonic, Orquesta de Cámara de Bélgica, Orquesta Sinfónica de Xalapa, Sinfónica de Sanremo y con la Orquesta Filarmónica de Malta, clausuró el “International Spring Orchestra Festival of Malta”, a donde volverá en esta próxima temporada 2022 por décima ocasión.
En otoño de 2016, BIS Records lanzó en todo el mundo su CD con un repertorio de Shostakovich y como parte de una serie llamada Essential Music. La grabación recibió un extraordinario reconocimiento por parte de la crítica especializada (The Strad, Gra- mophone, Klassik Heute, Amadeus, etc), así como una excelente acogida del público. Así mismo, en Di- ciembre del 2019 la Universidad de Guanajuato lanzó al mercado su grabación en vivo de la Tercera Sinfonía de Gustav Mahler y lanzará a finales del 2022 su grabación de la Décima Sinfonía de Dmitri Shostakovich para un sello de prestigio internacional.
Nacido y crecido en la Ciudad de México (1978) y tras recibir una formación musical temprana de su padre y más tarde en el Centro Nacional de las Artes, donde estudió guitarra, contrabajo y composición, Roberto Beltrán Zavala debutó con 22 años al frente de la Orquesta de Cámara del Centro Nacional de las Artes con la cual dirigió el estreno de decenas de obras de jóvenes compositores para unirse después, bajo la tutela de Jorge Mester, al programa para jóvenes directores de la Orquesta Filarmónica de la Ciudad de México.
Con 26 años se trasladó a los Países Bajos donde continuó sus estudios de dirección en el Conservatorio de Rotterdam. Allí fue nombrado director asistente de la Orquesta Sinfónica Juvenil Nacional y director principal de la Orquesta Sinfónica Juvenil de Rotter- dam.
Roberto Beltrán Zavala tiene nacionalidad mexicana y holandesa y vive en Rotterdam, Países Bajos.